# 巴萨诺罗马诺
巴萨诺罗马诺（義大利語：Bassano Romano），是意大利维泰博省的一个市镇。总面积37.43平方公里，人口4981人，人口密度133.1人/平方公里（2009年）。ISTAT代码为056005。